# Aracitaba
Aracitaba é um município do estado de Minas Gerais, no Brasil. De acordo com o censo realizado em 2022 sua população era de 2 049 habitantes. 
É limitado a nordeste por Mercês, a leste por Tabuleiro, a sul por Santos Dumont e a noroeste por Oliveira Fortes e Paiva.

## Topônimo
"Aracitaba" é um nome originário da língua tupi: significa "lugar de abelhas", através da junção de eirasy (mãe do mel, abelha) e aba (lugar).

## Geografia
O município localiza-se na Mesorregião da Zona da Mata e dista, por rodovia, 245 quilômetros da capital estadual, Belo Horizonte.

### Rodovias
O acesso à sede do município é feito pela rodovia AMG-0520, a partir do entroncamento com a MG-452 em Oliveira Fortes.

### Relevo, clima, hidrografia
A altitude da sede é de 570 metros, possuindo, como ponto culminante, a altitude de 1 015 metros. O clima é do tipo tropical de altitude com chuvas durante o verão e temperatura média anual em torno de 18 °C, com variações entre 13 °C (média das mínimas) e 24 °C (média das máximas).
O município faz parte da bacia do rio Paraíba do Sul, sendo banhado pelo rio Formoso.

### Dados do Censo - 2000
População Total: 2 086
- Urbana: 1 454
- Rural: 632
- Homens: 1 081
- Mulheres: 1 005[9]

Densidade demográfica (hab./km²): 20,7
Mortalidade infantil até 1 ano (por mil): 41,8
Expectativa de vida (anos): 66,1
Taxa de fecundidade (filhos por mulher): 2,6
Taxa de Alfabetização: 76,4%
Índice de Desenvolvimento Humano (IDH-M): 0,684
- IDH-M Renda: 0,597
- IDH-M Longevidade: 0,685
- IDH-M Educação: 0,771

## História
O povoado que deu origem à cidade cresceu em torno da capela do Bonfim, erguida em 1825. Foi elevado a freguesia em 1868. Foi distrito dos municípios de Rio Pomba e depois de Santos Dumont.   Denominou-se anteriormente Bonfim de Santos Dumont e Belmonte, adotando o nome de Aracitaba em 1943. Emancipou-se em 1962.